# Globozetes petrinjensis
Globozetes petrinjensis är en kvalsterart som först beskrevs av Rainer Willmann 1940.  Globozetes petrinjensis ingår i släktet Globozetes och familjen Chamobatidae. Inga underarter finns listade i Catalogue of Life.